# Miłakowo
Miłakowo [mʲiwa'kɔvɔ] (deutsch Liebstadt) ist eine Kleinstadt in der polnischen Woiwodschaft Ermland-Masuren. Sie ist Sitz der gleichnamigen Stadt-und-Land-Gemeinde mit 5372 Einwohnern (Stand 31. Dezember 2020).

## Geographische Lage
Die Stadt liegt im ehemaligen Ostpreußen, im historischen Oberland, an den nördlichen Ausläufern der Allensteiner Seenplatte, etwa 40 Kilometer nordwestlich von Olsztyn (Allenstein) und 70 Kilometer südöstlich von Elbląg (Elbing).
Eine Hügellandschaft mit Erhebungen um 130 Meter bildet das Umland, südlich der Stadt liegt der 111,9 Hektar große Mildensee. Durch die Stadt fließt der Fluss Liebe, ein Nebenfluss der in die Ostsee abfließenden Pasłęka (Passarge).

## Geschichte

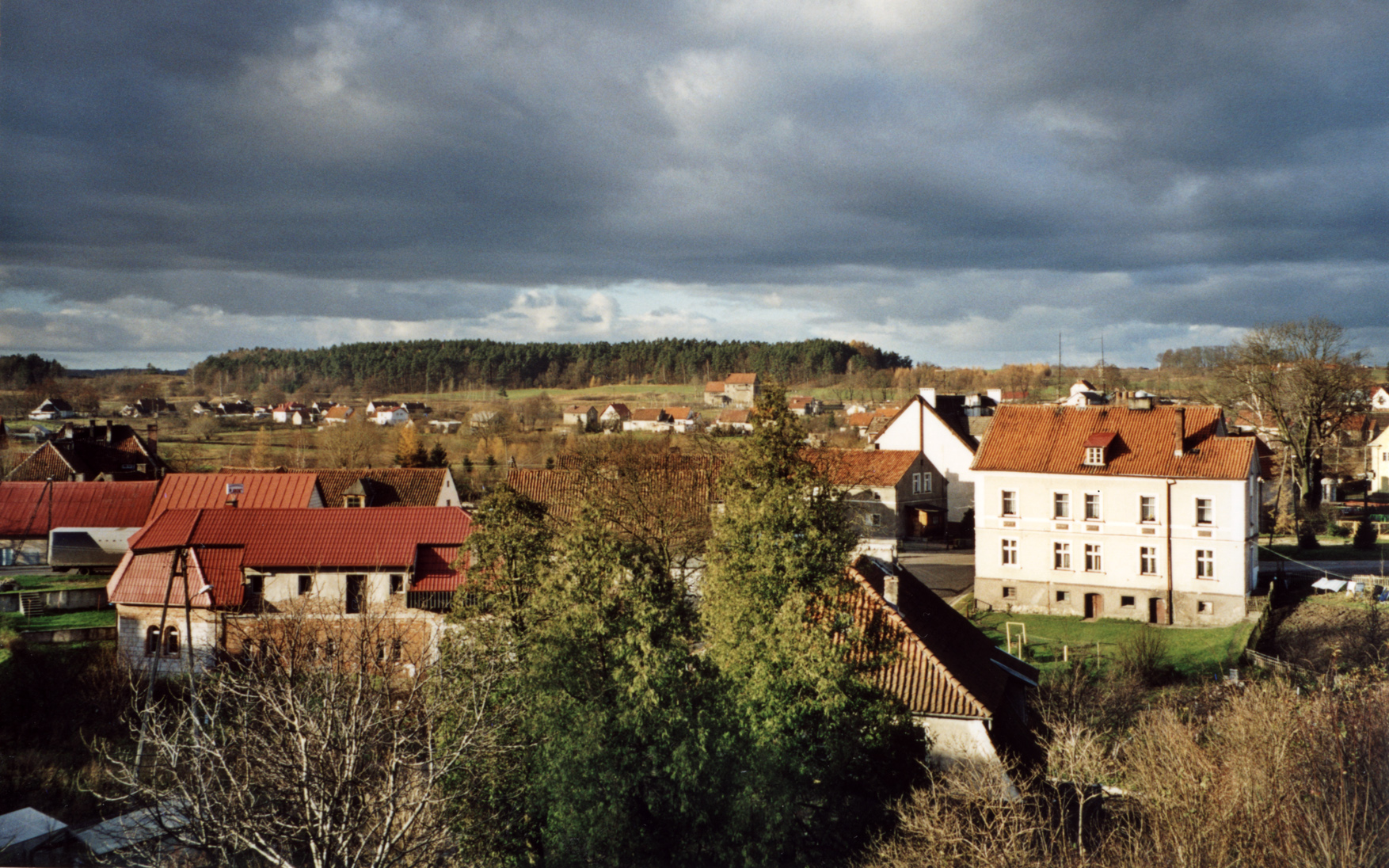
Stadtpanorama, vor dem Fichtenwäldchen das Elektrizitätswerk

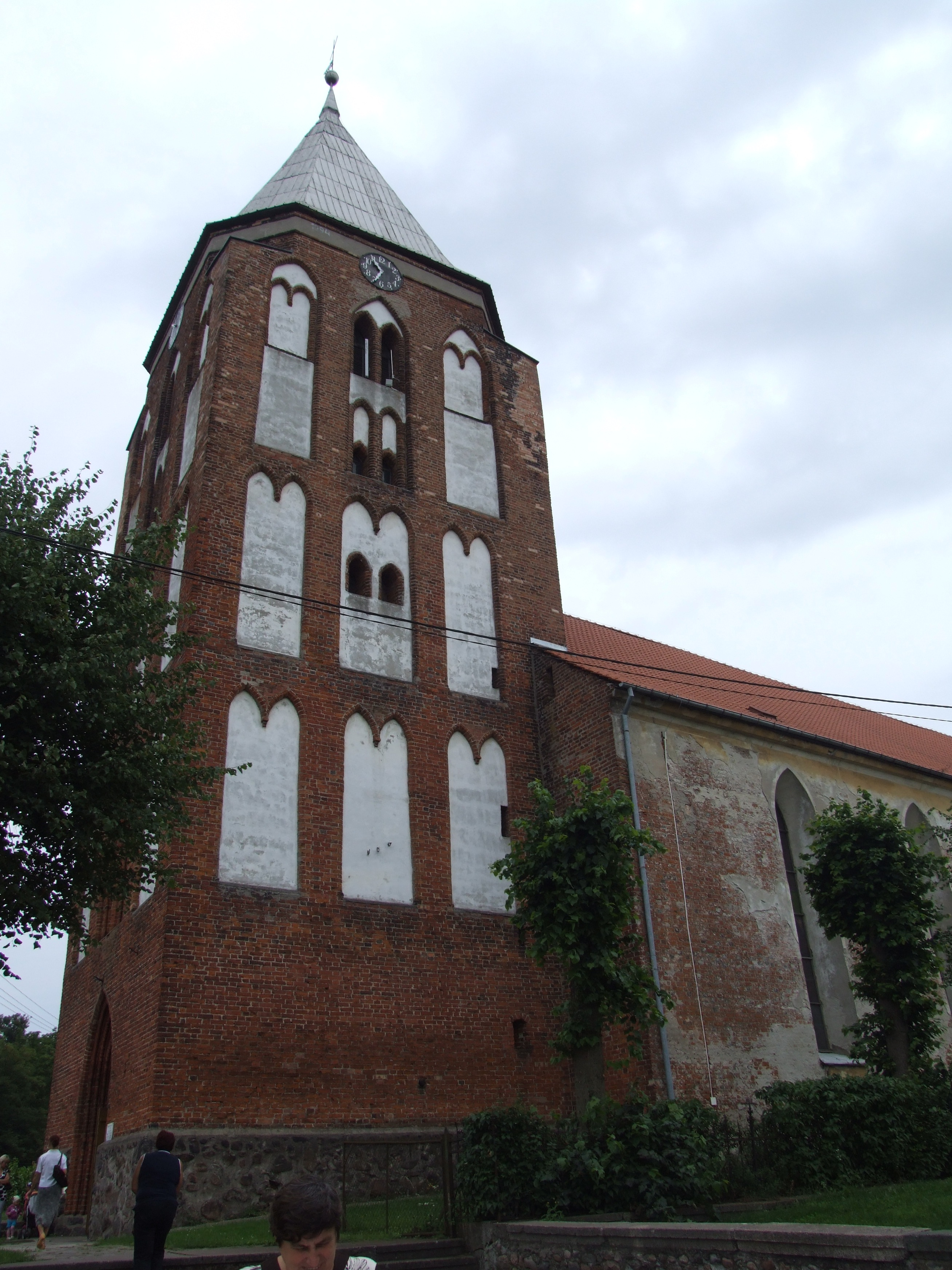
Elisabethkirche

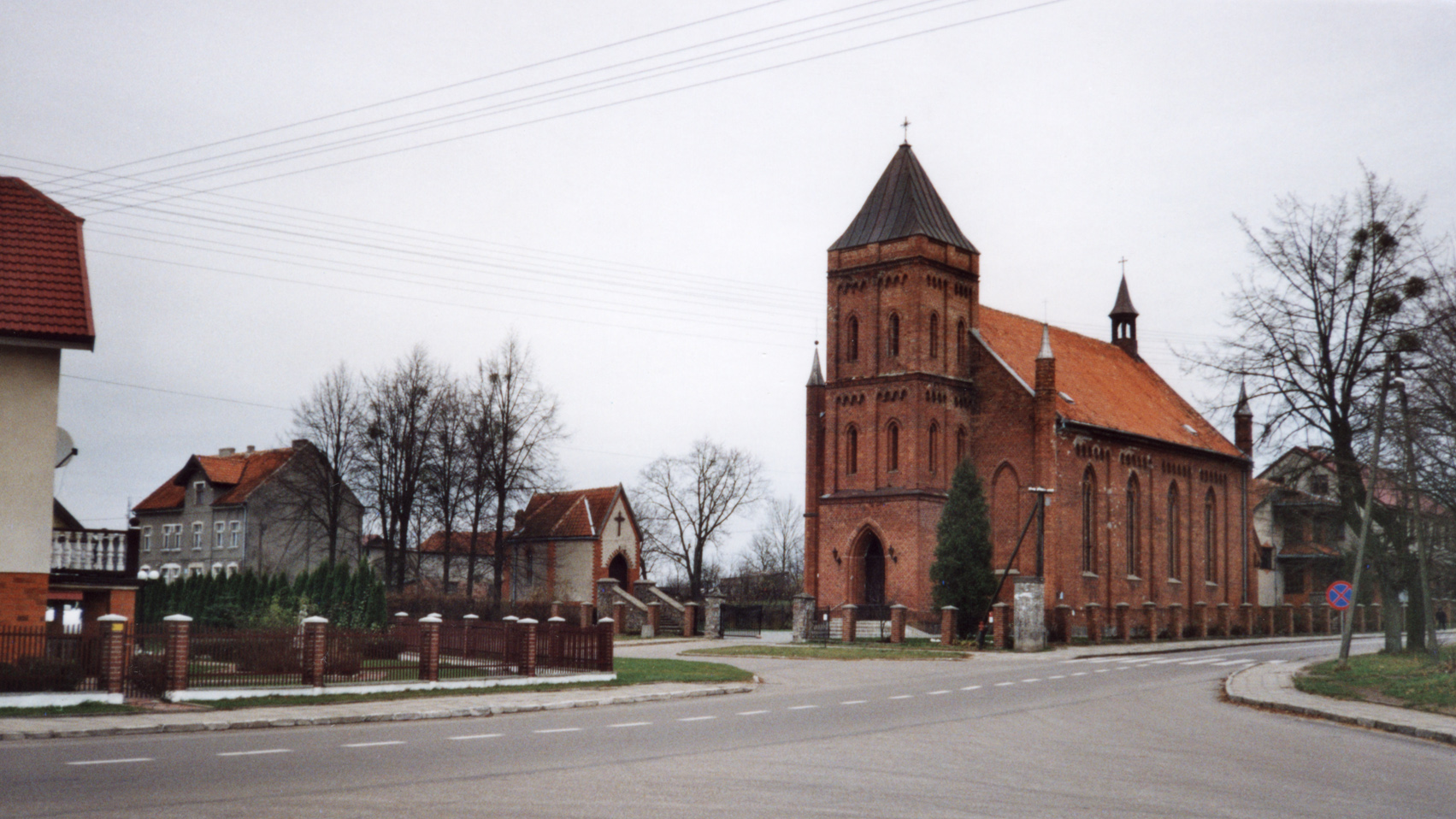
Katholische Kirche

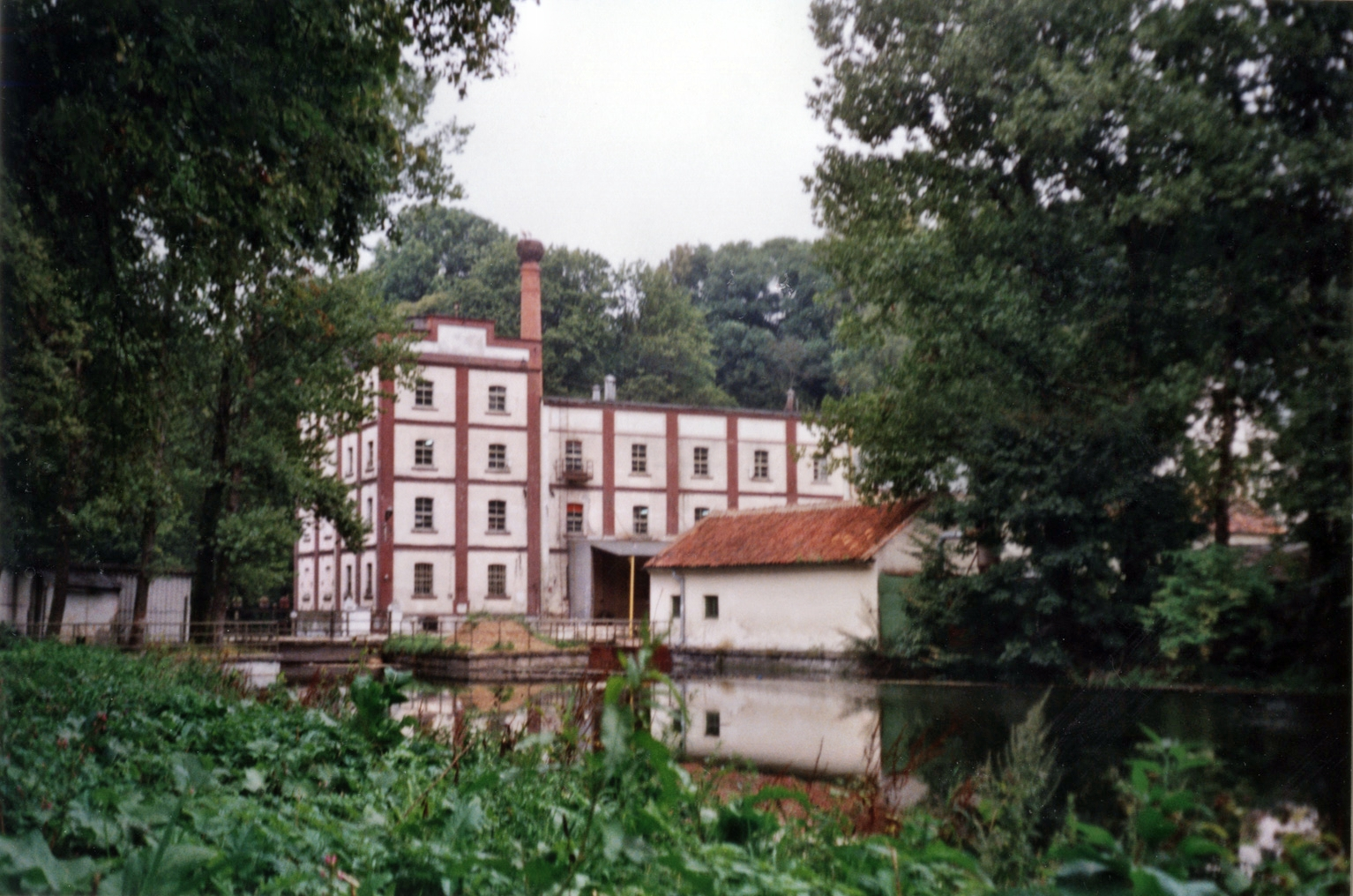
Koy-Mühle mit Stausee

### Mittelalter
Ihre Existenz verdankt die Stadt dem Deutschen Ritterorden, der von 1231 an das Gebiet zwischen Weichsel und Memel eroberte. So soll auch ein Ordensritter Namenspatron des Ortes Liebstadt gewesen sein. Einer Sage nach ist dem Ritter Liebenzell bei einer Jagd in der waldreichen Gegend ein stattlicher Hirsch begegnet, der ihn zum Ausruf „welch liebliche Statt“ veranlasste. Den Ritter Heinrich von Liebenzell hat es tatsächlich gegeben, und ihm wird auch die Ortsgründung Anfang des 14. Jahrhunderts zugeschrieben. Offensichtlichen Bezug auf die Sage nahm auch das alte Wappen Liebstadts: Ein Hirsch blickt auf das Kreuz des Ordens. Der Name der Stadt könnte auch auf Siedler aus der sächsischen Stadt Liebstadt begründet sein. 
Als Gründungsjahr des Ortes wird in vielen Quellen das Jahr 1302 erwähnt, und in einer nicht näher bezeichneten Urkunde von 1314 soll Liebstadt erstmals genannt worden sein. Bereits zwischen 1323 und 1329 ist wahrscheinlich das Stadtprivileg ausgegeben worden. Nachvollziehbare Urkunden gibt es aus dem Jahr 1354, als die Ordensburg Liebstadt als Bestandteil der Komturei Elbing aufgeführt wird, und aus dem Jahr 1440, als in einem Bundesbrief das Stadtsiegel von Liebstadt erscheint. Da alle Urkunden über den Nachweis des Stadtrechtes im Hungerkrieg von 1414 durch polnische Brandschatzung verloren gegangen waren, stellte der Hochmeister des Deutschen Ordens, Hans von Tiefen, 1490 eine erneuerte Handfeste aus, mit der das Stadtrecht bestätigt wurde.
Günstig beeinflusst durch die Lage an der wichtigen Handelsstraße Elbing–Allenstein und die Wasserverbindung über Liebe und Passarge zur Ostsee nahm Liebstadt schon im 15. Jahrhundert eine expandierende Entwicklung. Zu Füßen der Ordensburg zweigten von dem als Zentrum angelegten rechteckigen Platz mit der schon im 14. Jahrhundert errichteten Stadtkirche und dem Rathaus vier Straßen ab. Eine Stadtbefestigung mit Wällen, Wassergräben und vier Toren wurde errichtet. Mit dem Marktrecht für jährlich neun Messen wurde die Stellung der Stadt als Handels- und Verkehrszentrum gestärkt. Der Ritterorden richtete in Liebstadt ein Kammeramt (Finanzverwaltung) der Komturei Elbing ein. Das Vorhandensein einer Schule ist seit 1409 urkundlich belegt. Immer wieder gehemmt wurde die Entwicklung durch Stadtbrände, die Chroniken zufolge fast jährlich ausbrachen.

### Frühe Neuzeit
Als im Jahre 1525 infolge der Reformation der Deutsche Orden säkularisiert wurde, kam Liebstadt unter die Herrschaft Preußens.
Nachdem 1625 durch eine Pestepidemie innerhalb von vier Monaten über 1000 Einwohner gestorben waren, setzten vom 17. Jahrhundert an auch kriegerische Auseinandersetzungen der Stadt stark zu. Kam es im 1. Schwedisch-Polnischen Krieg zwischen 1626 und 1630 nur zu Plünderungen, wurde Liebstadt während des 2. Schwedisch-Polnischen Krieges durch schwedische Truppen am 20. März 1659 völlig eingeäschert. Erst als 1679 der preußische Kurfürst Friedrich Wilhelm die Schweden vertrieb, konnte sich Liebstadt von den Katastrophen erholen.
1716 verlegte die preußische Armee eine Garnison in die Stadt. Mit der Verleihung des Brauprivilegs am 18. August 1750 setzte eine erneute Weiterentwicklung der Wirtschaft ein.

### 19. Jahrhundert
Nach rund 120 Jahre währender friedlicher Zustände zogen 1807 erneut feindliche Soldaten durch die Stadt. Auf ihrem Weg zur Schlacht bei Preußisch Eylau überfielen die Franzosen Liebstadt am 6. Februar 1807 und führten wegen eines angeblichen Verrats eine planmäßige Plünderung durch. Nach der Schlacht hielt sich Napoleon auf dem Wege nach Osterode für zwei Tage in der Stadt auf, anschließend verschanzte sich sein Marschall Soult vor der Stadt und richtete dort ein Lager ein. Am 6. März 1807 brach vermutlich durch französische Soldaten verübte Brandstiftung ein Großfeuer aus, dem fast die gesamte Stadt zum Opfer fiel. In der Nähe von Liebstadt wurde am 20. April 1807 der preußische General Blücher gegen den französischen Marschall Claude-Victor Perrin ausgetauscht. In den Jahren 1808 und 1809 litten Liebstadts Bewohner unter Hungersnot und Missernte, und nachdem man begonnen hatte, die Kriegsschäden zu beseitigen, richteten die französischen Soldaten auf ihrem Rückzug aus Russland 1812 erneut Zerstörungen an.
Mit der preußischen Verwaltungsreform von 1815 wurde Liebstadt in den Kreis Mohrungen eingegliedert. 1827 wurden das Stadtgericht Liebstadt und das Justizamt Liebstadt zum Land- und Stadtgericht Liebstadt zusammengefasst. 1849 wurden die Patrimonialgerichte abgeschafft und in Liebstadt entstand die Gerichtskommission Liebstadt des Kreisgerichts Mohrungen. 1879 wurde dann das Amtsgericht Liebstadt geschaffen.
1820 begann man mit dem Neubau des Rathauses. In den Jahren 1831 und 1848 wütete die Cholera in der Stadt, 1868 kam es zu einer verheerenden Typhusepidemie. Trotzdem hatte sich die Einwohnerzahl, die Ende des 16. Jahrhunderts noch unter 500 lag, 1875 auf 2369 erhöht. Ungünstig für die Stadt wirkte sich der Umstand aus, dass sie zunächst keinen direkten Bahnanschluss erhielt. Die 1873 eröffnete Bahnlinie Thorn–Insterburg führte in 40 Kilometer Entfernung an Liebstadt vorbei, so dass eine wichtige Voraussetzung für die Ansiedlung von Industriebetrieben fortfiel. Auch die seit dem 1. August 1894 über Liebstadt führende Nebenstrecke Wormditt–Mohrungen änderte nichts am industriellen Abseits.

### 20. Jahrhundert
Am Anfang des 20. Jahrhunderts hatte Liebstadt eine evangelische Kirche, eine katholische Kirche, eine Synagoge sowie Mahl- und Sägemühlen. Erst 1911 bekam die Stadt ein Gaswerk, das Wasserwerk wurde nach dem Ersten Weltkrieg 1920 fertiggestellt, und 1924 war die Elektrifizierung der Stadt abgeschlossen. Für die Umsiedler aus dem an Polen verlorengegangenen so genannten Korridor entstand um 1920 eine neue Siedlung. Einen gewissen Bekanntheitsgrad erreichte Liebstadt durch die vielen Störche, die sich jährlich dort niederließen.
Im Jahr 1945 gehörte Liebstadt zum Landkreis Mohrungen im Regierungsbezirk Königsberg der Provinz Ostpreußen des Deutschen Reichs.
Während des Zweiten Weltkriegs wurde das Stadtzentrum stark zerstört. Lediglich die Kirche und einige Häuser an der Stadtmauer blieben erhalten. Am 21. Januar 1945 wurde die Evakuierung der Stadt angeordnet, und am 23. Januar 1945 wurde Liebstadt von der Roten Armee besetzt. Anschließend wurde Liebstadt von der Sowjetunion  zusammen mit der südlichen Hälfte Ostpreußens der Volksrepublik Polen zur Verwaltung überlassen, eine Maßnahme, die auch nach dem Potsdamer Abkommen im Sommer 1945 beibehalten wurde. Es begann danach die Zuwanderung polnischer Migranten. Soweit die eingesessene Bevölkerung nicht geflohen war, wurde sie in der Folgezeit von der polnischen Administration aus dem Kreisgebiet vertrieben.

### Demographie
| Jahr | Einwohner | Anmerkungen                                                           |
| ---- | --------- | --------------------------------------------------------------------- |
| 1782 | über 1200 | ohne die Garnison (eine Schwadron Dragoner)                           |
| 1802 | 1408      | [ 4 ]                                                                 |
| 1810 | 0710      | [ 4 ]                                                                 |
| 1816 | 1101      | davon 1008 Evangelische, 62 Katholiken und 29 Juden                   |
| 1821 | 1432      | [ 4 ]                                                                 |
| 1831 | 1665      | [ 5 ]                                                                 |
| 1837 | 1702      | [ 6 ]                                                                 |
| 1852 | 2004      | [ 7 ]                                                                 |
| 1858 | 2022      | davon 1690 Evangelische, 197 Katholiken, einer Mennonit und 134 Juden |
| 1864 | 2270      | am 3. Dezember                                                        |
| 1871 | 2397      | [ 10 ]                                                                |
| 1875 | 2369      | [ 11 ]                                                                |
| 1880 | 2441      | [ 11 ]                                                                |
| 1890 | 2254      | davon 482 Katholiken und 85 Juden                                     |
| 1900 | 2127      | meist Evangelische                                                    |
| 1933 | 2463      | [ 11 ]                                                                |
| 1939 | 2735      | [ 11 ]                                                                |

## Ordensburg Liebstadt

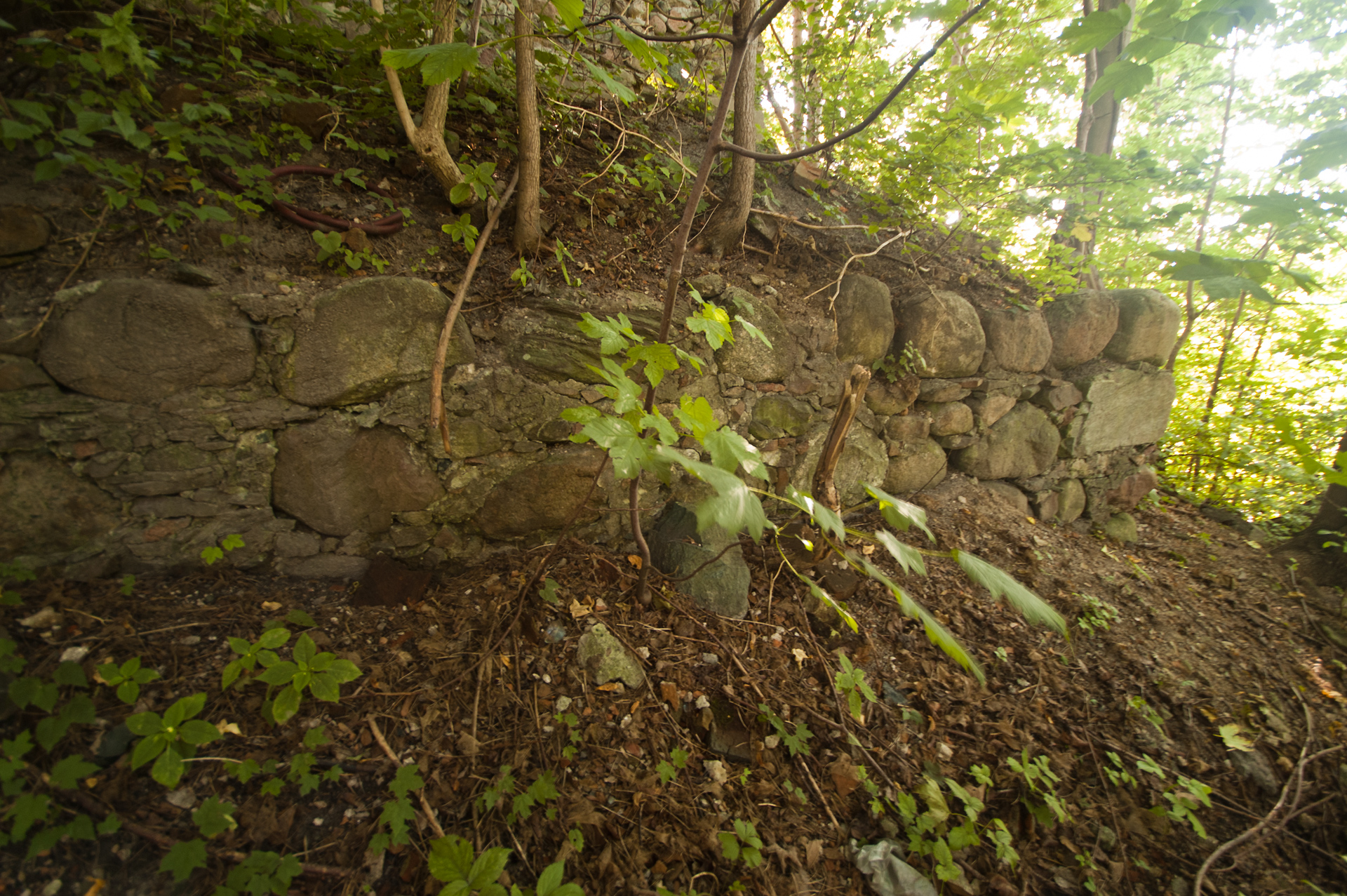
Reste der Burg Liebstadt

Ihre Existenz verdankt die Stadt dem Deutschen Ritterorden, der ab 1231 das Gebiet zwischen Weichsel und Memel eroberte. So soll auch ein Ordensritter Namenspatron des Ortes Liebstadt gewesen sein. Den Ritter Heinrich von Liebenzell hat es tatsächlich gegeben, und ihm wird auch die Ortsgründung Anfang des 14. Jahrhunderts zugeschrieben.
1354 wird urkundlich erstmals die Ordensburg Liebstadt als Bestandteil der Komturei Elbing aufgeführt.
Als im Jahre 1525 infolge der Reformation der Deutsche Orden säkularisiert wurde, kam Liebstadt unter die Herrschaft Preußens.
Stadt Liebstadt wurde während des 2. Schwedisch-Polnischen Krieges durch schwedische Truppen am 20. März 1659 völlig eingeäschert.
Erst als 1679 der preußische Kurfürst Friedrich Wilhelm I. die Schweden vertrieb, konnte sich die Stadt Liebstadt von den Katastrophen erholen.
Von der ehemaligen Burg des Deutschen Ordens blieben Reste auf dem Schlossberg über der Stadt erhalten.

## Gemeinde
Zur Stadt-und-Land-Gemeinde (gmina miejsko-wiejska) Miłakowo gehören die Stadt selbst und 18 Dörfer mit Schulzenämtern.

## Verkehr
Die Stadt liegt abseits der großen Verkehrswege und ist über das Straßennetz mit den Nachbarstädten Morąg (Mohrungen) im Westen und Dobre Miasto (Guttstadt) im Osten verbunden.
Der nächste Bahnhof befindet sich im 15 Kilometer entfernten Morąg an der Strecke Olsztyn–Danzig (Allenstein – Danzig).

## Persönlichkeiten
- Michael Lilienthal (1686–1750), lutherischer Theologe und Historiker
- Sebastian Friedrich Trescho (1733–1804), evangelischer Theologe
- Heinrich Bittcher (1816–1844), Lehrer, Philologe und evangelischer Theologe
- Leo Koslowski (1921–2007), Chirurg und Hochschullehrer.

## Historischer Briefwechsel
Generalfeldmarschall Graf Helmuth von Moltke, der am 1. August 1867 das in Schlesien liegende Rittergut Creisau als Alterssitz erworben hatte, erhielt Anfang 1879 einen Brief von einem „Dorfbewohner bei Liebstadt“, der sich bei ihm über die hohen Militärausgaben im Deutschen Kaiserreich beschwerte. Von Moltke antwortete am 28. Februar 1879:

„Geehrter Herr! Wer teilte nicht den innigen Wunsch, die schweren Militärlasten erleichtert zu sehen, welche vermöge seiner Weltstellung in Mitte der mächtigsten Nachbarn zu tragen Deutschland genötigt ist. Nicht die Fürsten und die Regierungen verschließen sich ihm, aber glücklichere Verhältnisse können erst eintreten, wenn alle Völker zu der Erkenntnis gelangen, daß jeder Krieg, auch der siegreiche, ein nationales Unglück ist. Diese Überzeugung herbeizuführen, vermag auch die Macht unseres Kaisers nicht, sie kann nur aus einer bessern religiösen und sittlichen Erziehung der Völker hervorgehn, eine Frucht von Jahrhunderten geschichtlicher Entwicklung, die wir beide nicht erleben werden. Mit freundlichem Gruß  Gr. Moltke“